# Superkawitacja

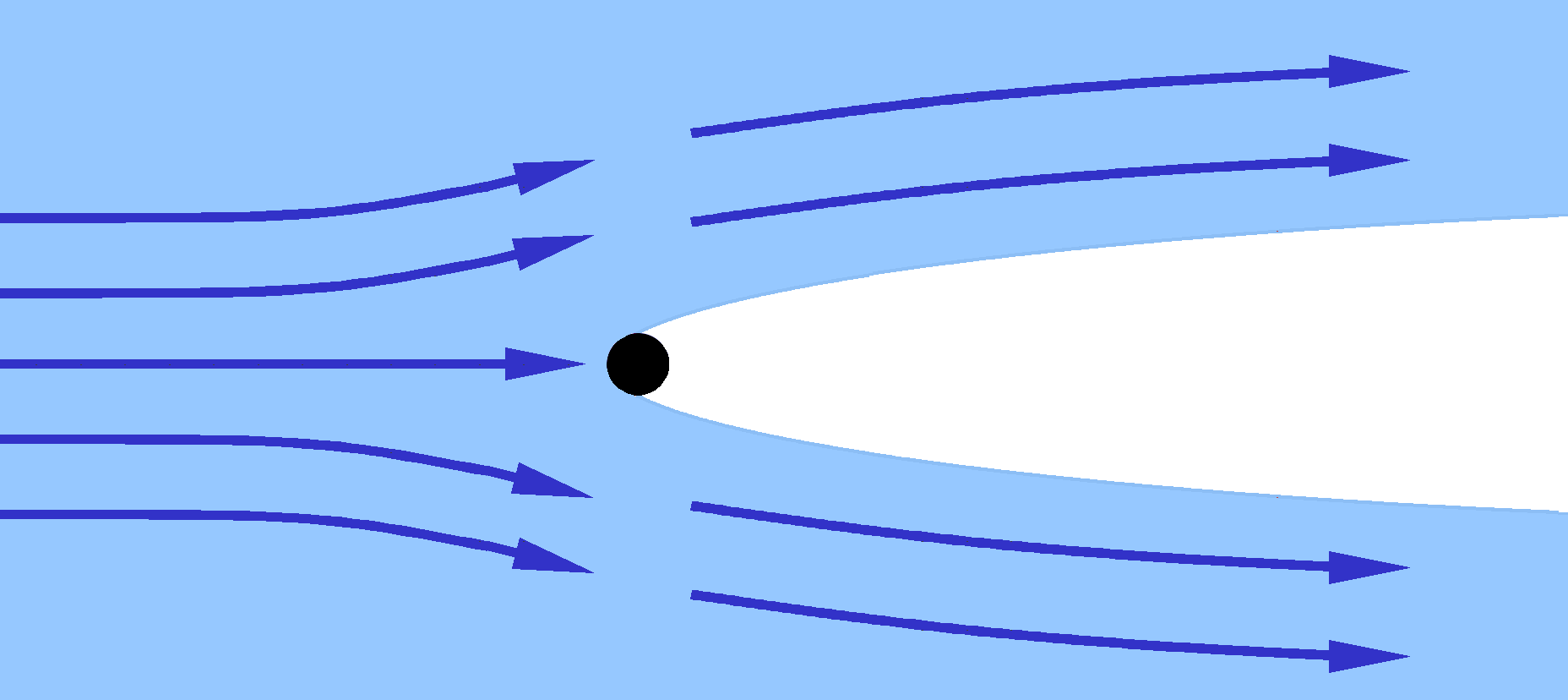
Schemat superkawitacji

Superkawitacja – zjawisko fizyczne polegające na powstaniu wokół obiektu zanurzonego w cieczy bąbla gazowego otaczającego cały ten obiekt. Może się tak zdarzyć np. gdy emituje on wibracje lub porusza się z dużą prędkością względem cieczy.
W kilku krajach prowadzone są intensywne prace naukowo-badawcze i konstrukcyjne, zmierzające do produkcji broni wykorzystujących zjawisko superkawitacji, dzięki któremu obiekty zanurzone w wodzie mogą w niej uzyskiwać nawet ponaddźwiękowe prędkości.

## Fizyczne zasady działania
Opór, jaki napotyka przedmiot poruszający się w wodzie, ma dwie składowe:
- opór czołowy wynikający z pracy, jaką trzeba wykonać, żeby rozepchnąć wodę na boki,
- opór lepkościowy wynikający z tarcia wody opływającej poruszający się w niej przedmiot o jego ścianki boczne.

### Zjawisko kawitacji
Zgodnie z prawem Bernoulliego ciśnienie w strumieniu płynącej cieczy jest niższe niż w nieruchomej cieczy wokół tego strumienia. Spadek ciśnienia cieczy jest proporcjonalny do wzrostu prędkości jej strumienia, natomiast temperatura wrzenia cieczy spada wraz ze spadkiem jej ciśnienia. Jeśli więc strumień cieczy płynie odpowiednio szybko, to ciśnienie w jego wnętrzu spadnie do tego stopnia, że ciecz zacznie wrzeć w aktualnej temperaturze. Takie zjawisko określa się mianem kawitacji.

### Superkawitacja
W celu umożliwienia osiągnięcia dużej prędkości podwodnej, przedmiot mający ją osiągnąć powinien mieć odpowiednio wyprofilowany dziób – tępawy i płaski. W takim przypadku, po osiągnięciu określonej prędkości, rozpychana na boki woda zacznie spływać tak szybko, że zgodnie z wyjaśnionymi wyżej zasadami wystąpi w niej kawitacja. Przy odpowiednich wyliczeniach wszystkich parametrów i odpowiednim sprofilowaniu całego przedmiotu kawitacja wystąpi w tak dużej sile, że poruszający się z tą prędkością przedmiot – np. torpeda – zostanie objęty wielkim bąblem kawitacyjnym. Jakkolwiek opór czołowy stawiany przedmiotowi jest duży (co pociąga za sobą konieczność użycia dużej energii na jego pokonanie), jednakże opór lepkościowy jest bliski zeru (przedmiot porusza się w bąblu gazowym, gazy zaś mają bardzo małą lepkość). Zjawisko to zwane jest superkawitacją.

## Użycie
- torpedy superkawitacyjne